# Перетерг
Перетерг — деревня в Осташковском городском округе Тверской области.

## География
Находится в западной части Тверской области на расстоянии приблизительно 28 км на север по прямой от города Осташков на западном берегу Сосницкого плёса озера Селигер.

## История
Показана еще на карте 1785 года. В XIX веке входила в Валдайский уезд Новгородской губернии. В 1941 году учтено было 13 дворов. До 2017 года входила в Залучьенское сельское поселение Осташковского района до их упразднения.

## Население
Численность постоянного населения не была учтена как в 2002 году, так и в 2010.